# واقعية بناءة
الواقعية البناءة هي فرع من فروع الفلسفة، وتحديدًا فلسفة العلوم. وقد طورتها جين لويفينجر في أواخر الخمسينيات من القرن العشرين، وطورها فريدريش والنر (المعروف أيضًا باسم فريتز والنر) في فيينا في الثمانينيات. وفي ملخص بحثه عن الواقعية البناءة، وصفها والنر على النحو التالي: